# Olallie State Park
Der Olallie State Park ist ein Park für Tagesausflüge im US-Bundesstaat Washington, der einen Teil des Snoqualmie River umschließt. Die beliebteste Attraktion des Parks sind die Twin Falls.

## Name
„Ollalie“ ist ein Begriff aus dem Chinook Wawa für „Beere“, welche im Park häufig zu finden sind.

## Geographie
Der Park liegt 4 mi (6,4 km) östlich von North Bend, südlich der Interstate 90 und entlang des Snoqualmie River.

### Besonderheiten

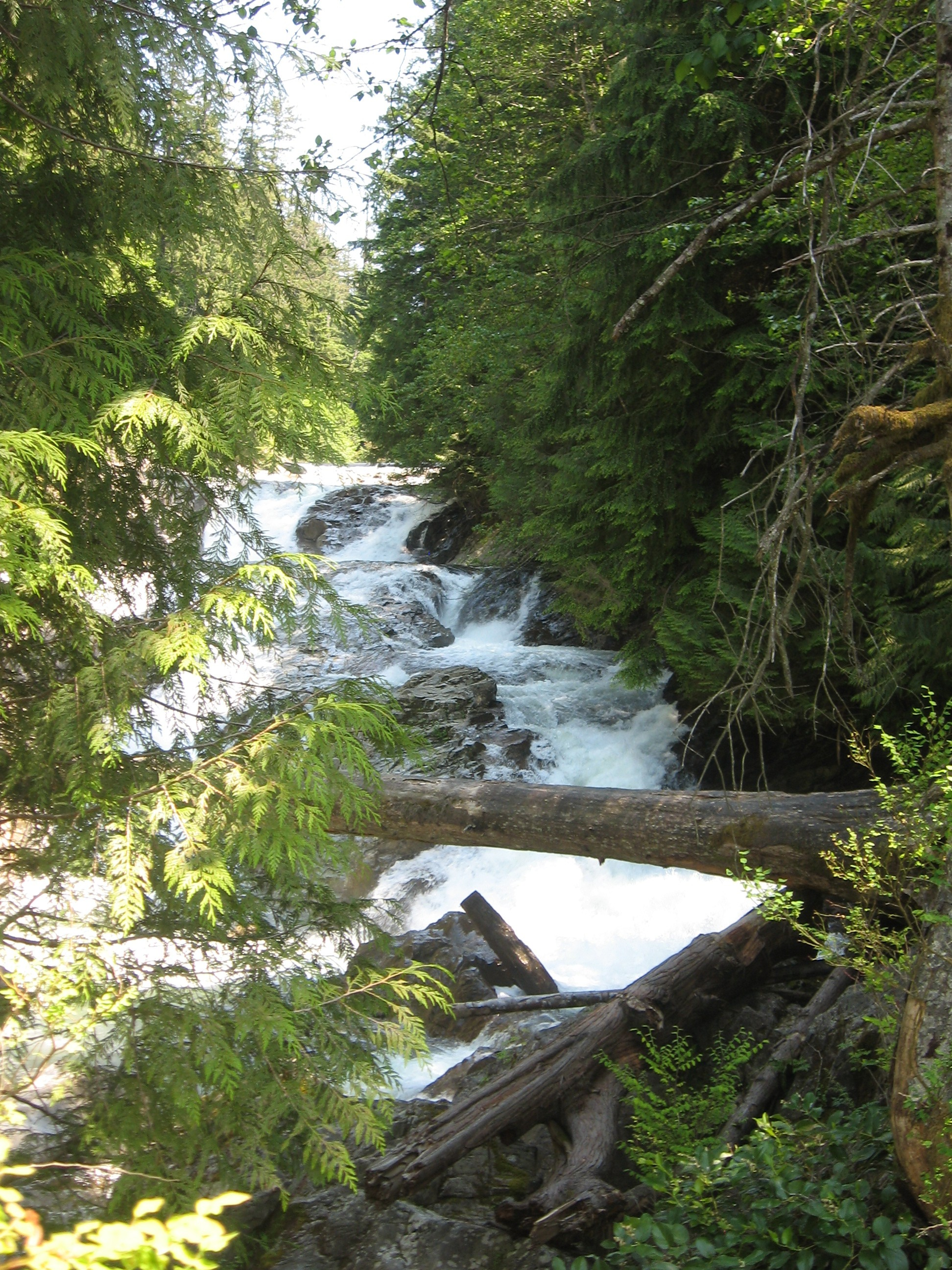
Die Weeks Falls am Snoqualmie River im Olallie State Park.

Der Park bietet Primärwälder und die 230 ft (70 m) hohen Twin Falls sowie ein 6 mi (9,7 km) langes Wanderwegenetz. Weitere mögliche Aktivitäten sind Angeln, Mountainbiken, Vogelbeobachtung und Klettern. 2017 fertiggestellt bietet der Olallie Trail zusätzlich 9,2 mi (14,8 km) für Bergwandern im Hinterland.

### Wasserfälle
Im Olallie State sind fünf bemerkenswerte Wasserfälle zu finden:
- Twin Falls
- Middle Twin Falls
- Upper Twin Falls
- Weeks Falls und
- Upper Weeks Falls.